# Udis

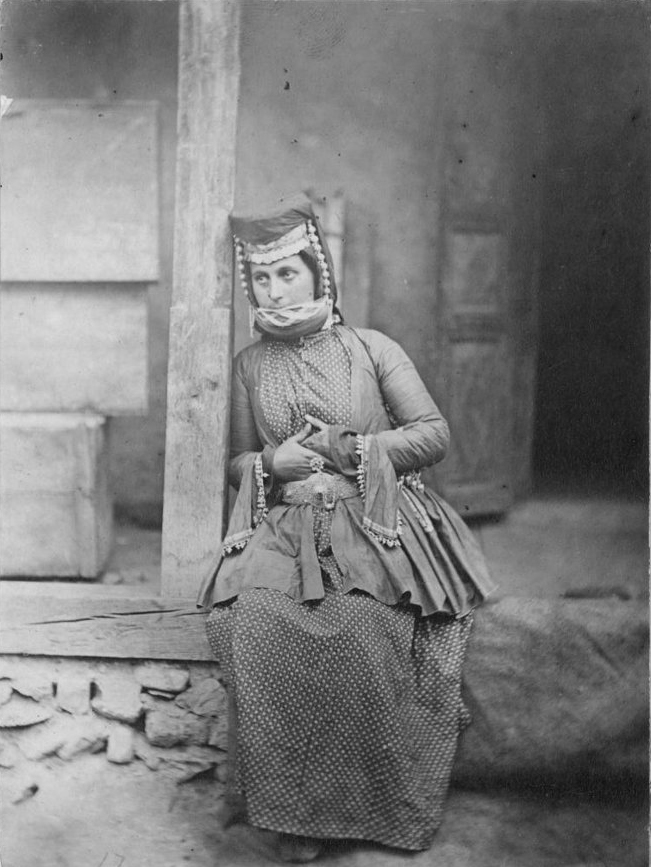
Menina Udi em trajes nacionais de Vartashen (hoje Oguz).

Os udis ou utis são um dos mais antigos povos do Cáucaso. Sua residência histórica é o atual território do Azerbaijão, mas eles também vivem atualmente na Rússia, Geórgia, Armênia, Cazaquistão, Ucrânia e outros países ao redor do mundo. Os udi são descendentes diretos dos albaneses caucasianos. Falam a língua udi e professam o Cristianismo Ortodoxo.

## Nome
Desde tempos remotos este povo é conhecido pelo nome udi (ou uti). Eles são uma das tribos da Albânia do Cáucaso e seguidores diretos da tradição linguística deste território.

## História
Pela primeira vez, os udis foi mencionado por Heródoto em sua famosa obra Histórias (século V a.C.). Descrevendo a batalha de Maratona (entre gregos e persas, no ano 490 a.C.), o autor indicava que no exército persa lutavam também os soldados udis. O este grupo étnico também é mencionado na obra "Geografia", do escritor da Grécia Antiga Estrabão (século I a.C.), durante a descrição do Mar Cáspio e da Albânia Caucasiana.
O termo étnico udi foi citado pela primeira vez na obra História Natural, do autor romano Plínio (século I a.C.). Existem algumas notícias acerca dos udis nas obras de Caio Plínio Segundo (século I), de Cláudio Ptolemeu, de Caio Asínio Quadrado e de muitos outros autores antigos. Desde o século V a.C., os udis têm sido mencionado frequentemente em fontes armênias. A informação mais ampla contém a obra História do país de Aluank, de Moisés de Dascurã. Os udi foram um dos povos criadores da Albânia Caucasiana e também governaram o local.
Não é casual que ambas as capitais, Quabalá e Barda (Partava), se encontrassem no território histórico dos udis. No passado, este povo habitava um território bastante amplo: desde a costa do Mar Cáspio até as montanhas do Cáucaso, nas margens esquerda e direita do Rio Cura. Depois da conquista da Albânia Caucásica pelos udi, sua população começou a diminuir pouco a pouco.
Segundo o linguista famoso e pesquisador da língua udi V. Shultse, os udi ocidentais tiveram que abandonar Alto Carabaque e estabelecerem-se no povoado de Nije, para resistirem à armenização.
A conversão para a tradição armênia de monofisismo posteriormente afetou a população Aluan-Udi na Montanha Karabakh, e suas tradições foram unidas às dos povoados armênios. Como resultado, um grupo de falantes do idioma udi ocidental migraram para o nordeste e estabeleceram-se na região de Nizh, onde sua língua foi submetida a importantes mudanças sob a influência do udi oriental.
Atualmente, pessoas desta etnia vivem em Nidj e Oguz (Vartashen), no Azerbaijão, e em Zinobiani (emigrantes de 1922 de Vartashen), na Geórgia. Há até pouco tempo, os udis viviam também em Mirzabeyli, Soltan-Nuja, Djourlu, Mijlikuvax, Bayan, Vardanli, Kirzan, Malij, Yenikend e em outros locais, mas atualmente estes foram assimilados pelos azeris.